# Церква святого Димитрія (Бодаки, православна)
 
Пам'ятник культури Малопольського воєводства: реєстраційний номер А-45 / M від 3 березня 2006 року.
Церква святого Димитрія Солунського (пол. Cerkiew św. Dymitra) — православна церква, розташована в селі Бодаки, гміна Сенкова, Горлицький повіт, Малопольське воєводство, Польща. Входить до Перемишльсько-Горлицької єпархії Польської православної церкви. Церква освячена на честь святого Димитрія Солунського.
Архітектурний пам'ятник Малопольського воєводства, що входить до переліку об'єктів туристичного маршруту «Шлях дерев'яної архітектури».

## Історія
Церква була побудована місцевим теслею Василем Френцко в 1934 році після Тилявської схизми, внаслідок чого багато жителів села перейшли із католицизму в православ'я. У 1947 році частину місцевих мешканців в ході операції «Вісла» переселили в західні області Польщі, і приміщення церкви почали використовувати не за призначенням (як сарай).
У 1957 році відбулося повторне відкриття церкви. Відтоді храм декілька разів ремонтувався.
3 березня 2006 року церква була внесена до Реєстру пам'яток Малопольського воєводства, які охороняються державою (A/45/M).
На даний час храм є філією церкви святих Косми і Даміана в селі Бортне.
Неподалік від церкви розташовується однойменна католицька церква.
Біля храму знаходиться пам'ятний хрест на честь 1000-річчя Хрещення Русі.